# 上海市青浦区实验中学
上海市青浦区实验中学是一所公办初级中学。前身是成立於1923年的青浦县中学。

## 校区
上海市青浦区实验中学共有两个校区：西校区与东校区。
西校区位于青赵公路，前身为上海市青浦中学初中部，于1987年独立建制后改为上海市青浦区实验中学；
东校区位于华青南路，为原先的上海市青浦区豫英中学，2009年并入上海市青浦区实验中学。